# Atarsamain
Atarsamain (arabiska: عثتر سمين) var en förislamsk arabisk gudom.
Atarsamain personifierade Venusplaneten och ingick i den triad av Venus-Solen-Månen som dyrkades som gudar av araberna. Atarsamain representerade Venus i norra och centrala Arabien. Det är okänt vilket kön Atarsamain tillskrevs.